# Lipnik (Ribnik)
Lipnik is een plaats in de gemeente Ribnik in de Kroatische provincie Karlovac. De plaats telt 79 inwoners (2001).